# Алакюля (Ломоносовський район)
Алакюля (рос. Алакюля) — присілок у Ломоносовському районі Ленінградської області Російської Федерації.
Населення становить 46 осіб. Належить до муніципального утворення Аннинське сільське поселення.

## Географія
Населений пункт розташований на західній околиці міста Санкт-Петербурга.

## Історія
Населений пункт розташований на історичній землі Іжорія.
Згідно із законом від 24 грудня 2004 року № 117-оз належить до муніципального утворення Аннинське сільське поселення.

## Населення
| 1862 | 1928 | 1965 | 2007 | 2010 |
| ---- | ---- | ---- | ---- | ---- |
| 111  | ↗179 | ↘80  | ↘13  | ↗46  |